# Mira Pankowa
Flora Dobromira (Mira) Aurelia Ogórek-Pankowa (ur. 7 sierpnia 1878 w Rudolfswerth, zm. 6 listopada 1956) – polska lekarka, doktor nauk medycznych, taterniczka, działaczka społeczna i polityczna, obrończyni Lwowa, przewodnicząca Narodowej Organizacji Kobiet w Bydgoszczy.

## Życiorys
W 1895 ukończyła II Gimnazjum we Lwowie. W lipcu 1903 uzyskała doktorat z nauk medycznych na Uniwersytecie Wiedeńskim. 
Praktykowała w Wiedniu u prof. Friedricha Schauty i we Wrocławiu u prof. Otto Küstnera. Specjalizowała się w chorobach kobiecych. W 1907 pracowała w Zakładzie Farmakologicznym i Farmakognostycznym prof. Leona Popielskiego we Lwowie. Współpracowała z „Przeglądem Higienicznym”. Uprawiała turystykę górską. Należała do Towarzystwa Tatrzańskiego. Razem z mężem należała do Bacówki – grupy taterników, do której należał m.in. Ignacy Król. Była członkinią Zjednoczenia Chrześcijańskich Towarzystw Kobiecych Polskich
W 1917 pracowała w Wydziale Sekcji Epidemicznej Polskiego Czerwonego Krzyża. W listopadzie 1918 uczestniczyła w obronie Lwowa w służbie lekarskiej. 
W okresie międzywojennym należała do Związku Ludowo-Narodowego, Narodowej Organizacji Kobiet, Koła Polek VI dzielnicy Lwowa i Polskiego Towarzystwa Gimnastycznego „Sokół”. Wraz z mężem współtworzyła oddział Towarzystwo Opieki nad Zwierzętami. Współpracowała ze „Słowem Polskim”. Zeznawała w procesie politycznym działaczy narodowych zatrzymanych podczas zajść w Bydgoszczy 11 listopada 1930. W 1933 weszła w skład zarządu parafialnej Ligi Katolickiej w Bydgoszczy W 1939 w prasie składała kondolencje po śmierci Romana Dmowskiego.
Zmarła 6 listopada 1956. Została pochowana na cmentarzu katolickim św. Wincentego à Paulo w Bydgoszczy.

## Rodzina
Była córką Józefa i Flory z Schultzów. 31 lipca 1907 w kościele św. Antoniego we Lwowie wyszła za mąż za lekarza Kazimierza Panka.

## Ordery i odznaczenia
- Krzyż Obrony Lwowa[2]